# Eldridge Recasner
Eldridge David Recasner (New Orleans, 14 dicembre 1967) è un ex cestista e allenatore di pallacanestro statunitense, professionista in Germania e nella NBA.

## Carriera
Con gli Stati Uniti ha disputato i Campionati americani del 1993.

## Palmarès
- Campione CBA (1995)
- CBA Most Valuable Player (1995)
- All-CBA First Team (1995)